# 鈴木牧之
鈴木 牧之（すずき ぼくし、明和7年1月27日（1770年2月22日） - 天保13年5月15日（1842年6月23日））は、江戸時代後期の商人、随筆家。幼名は弥太郎。通称は儀三治（ぎそうじ）。牧之は俳号。屋号は「鈴木屋」。雅号は他に「秋月庵」「螺耳」など。父は鈴木恒右衛門（俳号は「牧水」）、母はとよ。

## 生涯

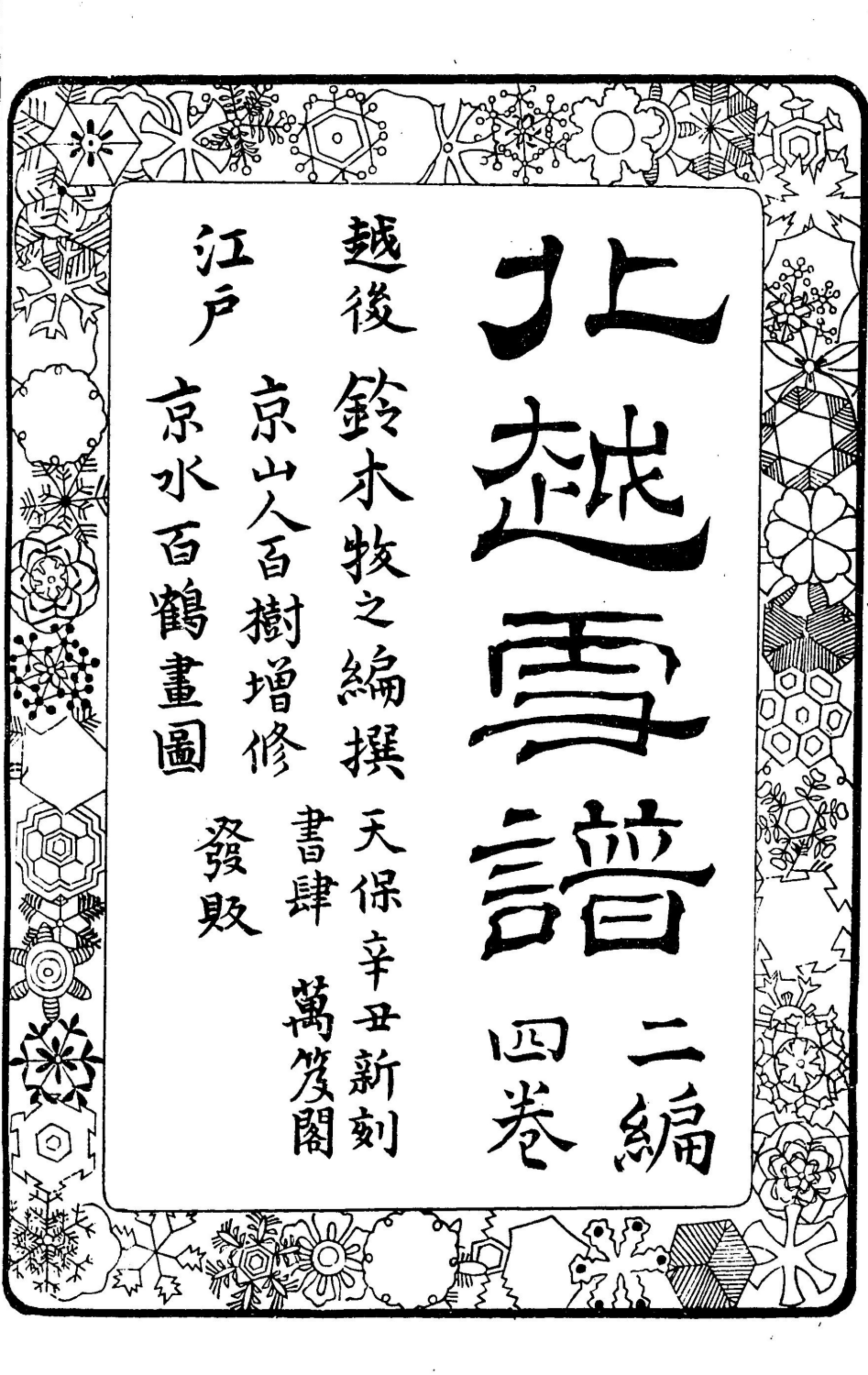
『北越雪譜』二編 巻一（鈴木牧之著、天保12年（1841年）刊）

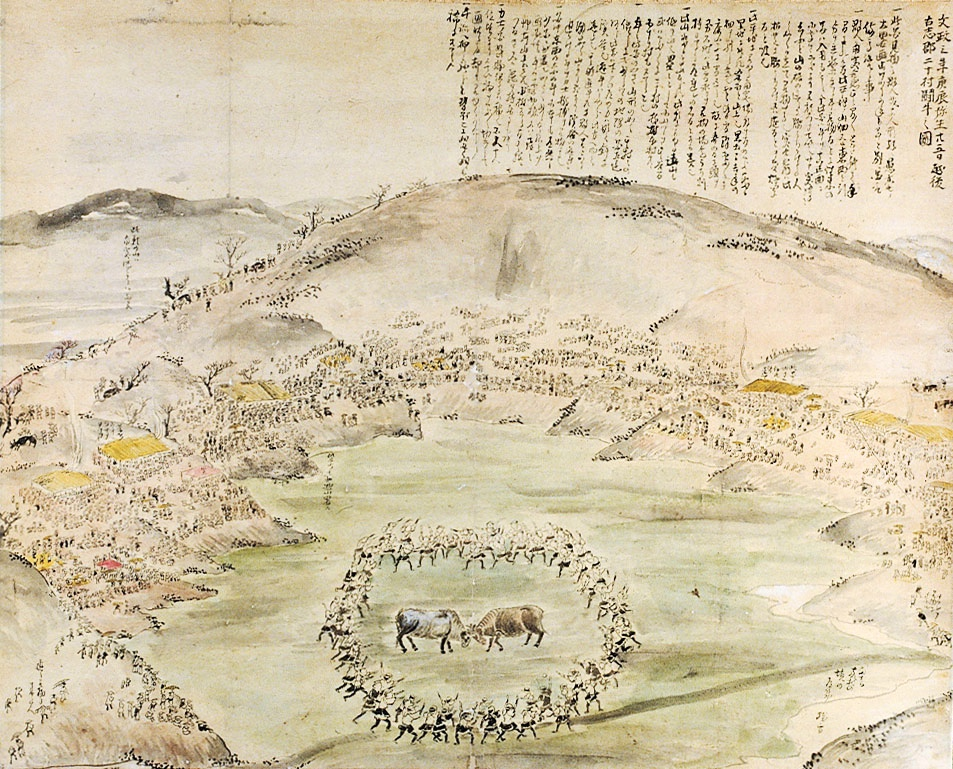
『越後古志郡二十村闘牛之図』（鈴木牧之、文政3年（1820年））。長岡市立中央図書館所蔵。曲亭馬琴の依頼により鈴木牧之が越後国古志郡二十村（現：新潟県長岡市山古志虫亀）で行なわれていた闘牛の取材をしたときに描いたもの。

明和7年（1770年）越後国魚沼郡の塩沢（南魚沼郡 塩沢町→南魚沼市）で生まれる。鈴木屋の家業は地元名産の縮の仲買と、質屋の経営であった。地元では有数の豪商であり、三国街道を往来する各地の文人も立ち寄り、父・牧水もそれらと交流した。牧之もその影響を受け、幼少から俳諧や書画をたしなむ。
19歳の時、縮80反を売却するため初めて江戸に上り、江戸の人々が越後の雪の多さを知らないことに驚き、雪を主題とした随筆で地元を紹介しようと決意。帰郷し執筆した作品を寛政10年（1798年）、戯作者山東京伝に添削を依頼し、出版しようと試みたが果たせず、その後も曲亭馬琴や岡田玉山、鈴木芙蓉らを頼って出版を依頼するが、なかなか実現できなかった。
しかしようやく、山東京伝の弟山東京山の協力を得て、天保8年（1837年）『北越雪譜』初版3巻を刊行、続いて天保12年（1841年）にも4巻を刊行した。同書は雪の結晶、雪国独特の習俗・行事・遊び・伝承や、大雪災害の記事、雪国ならではの苦悩など、地方発信の科学・民俗学上の貴重な資料となった。著作は他に十返舎一九の勧めで書いた『秋山記行』や、『夜職草（よなべぐさ）』などがある。また画も巧みで、馬琴に『南総里見八犬伝』の挿絵の元絵を依頼されたり、牧之の山水画に良寛が賛を添えられたりしている。
文筆業だけでなく、家業の縮の商いにも精を出し、一代で家産を3倍にしたという商売上手でもあった。また貧民の救済も行い、小千谷の陣屋から褒賞を受けている。

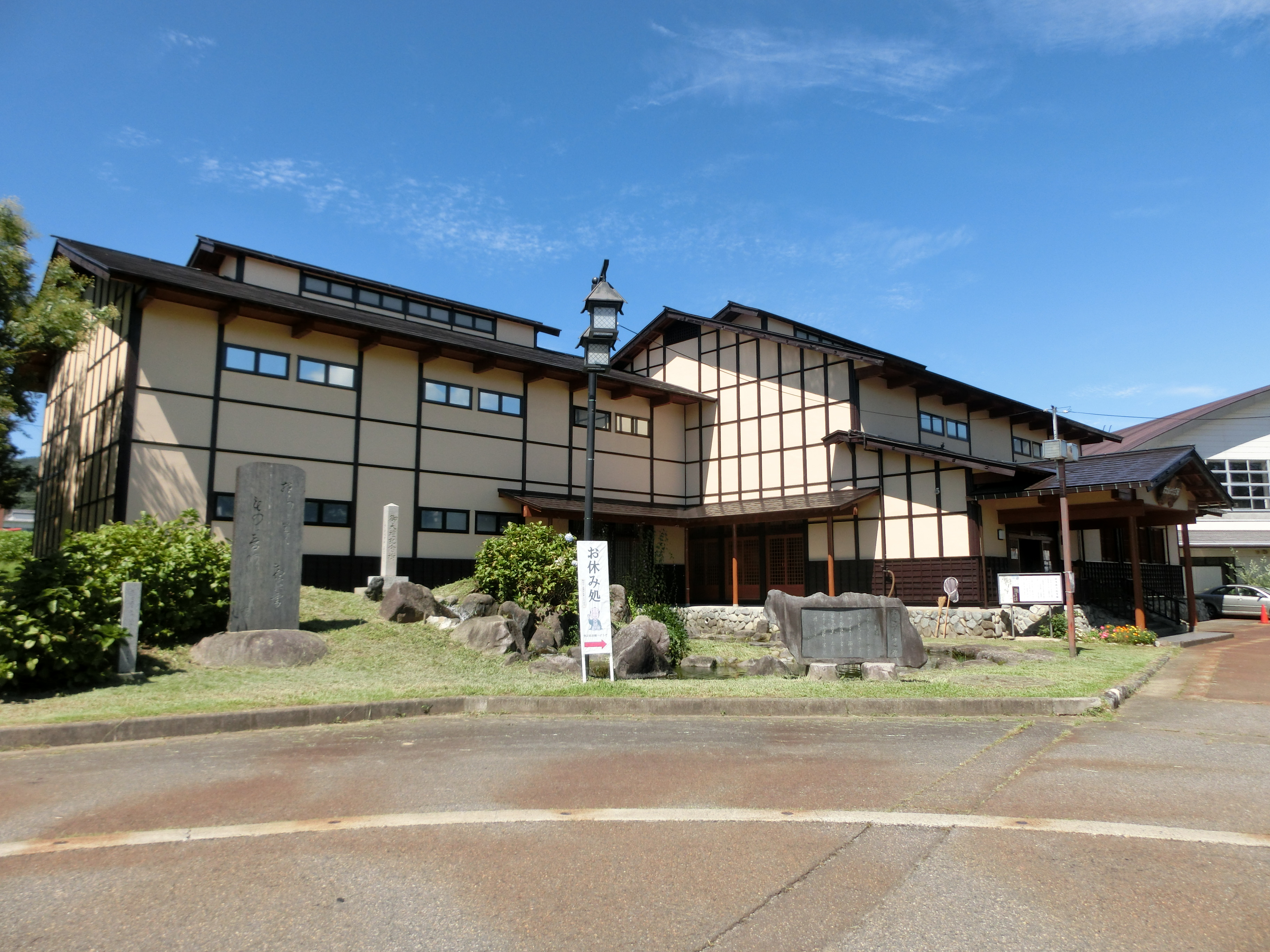
鈴木牧之記念館（新潟県南魚沼市塩沢）

天保13年（1842年）、死去。享年73。墓は新潟県南魚沼市の長恩寺。同市の南部には鈴木牧之記念館がある。